# 水澤りの
水澤 りの（みずさわ りの、1987年3月14日- ）は、日本のAV女優。ベネスプロモーション(現・office blitz)所属。

## 略歴
2006年にAVデビュー。主に「堤恵利那（つつみ えりな）」の名前で活動。BKプロモーション所属。
その後、現在の所属事務所であるベネスプロモーション(現・office blitz)に移籍。2007年12月より「水澤りの」として活動した。2012年ごろまで活動しフェードアウト。
2020年9月、マインズに所属し、吉瀬沙耶として活動を開始したことをツイッターで報告。

## 人物
堤時代の頃のプロフィールは、1986年12月25日生まれ、和歌山県出身、血液型:A型、身長:165cm、スリーサイズ:B83（C-65)・W57・H84、
水澤時代はプロフィールは、1987年3月14日うまれ、身長:165cm、スリーサイズ:B86(Cカップ)・W60・H85 としている。

## 出演作品

### アダルトビデオ

#### 堤恵莉那 名義
2006年
- Love Surprise（9月9日、オーロラ・プロジェクト）
- オクチの恋人 えりな 2（9月23日、オーロラ・プロジェクト）
- ONE＋GAL 9（10月30日、ゴリラプロジェクト）
- 中出し￥ENJO女子校生 恵莉那（11月11日、タイフーン）
- エロかっこいい女と極上ファック!!（11月20日、イマージュ）
- HIGH SCHOOL FUCK（12月1日、アイデアポケット）
- レズれ。（12月19日、ドグマ）
- STREET GALS STYLISH vol.05 （12月20日、イマージュ）
- ギャル接吻 MANIAX 2（12月21日、ディープス）

2007年
- カップルズ OSAKA 梅田・難波・京橋・新世界編（1月12日、h.m.p）
- 素人娘クスリ漬け痙攣マッサージ（1月13日、はじめ企画）オムニバス作品
- たっぷり接吻ねっとりフェラチオがっつり騎乗位（1月19日、ドグマ）
- 泥酔大乱交! 就活女子大生の皆さ〜ん! エリートOLの私たちと飲みませんか?（1月18日、LADY×LADY）
- GIRLS ONE 04（1月19日、アリスJAPAN）
- &Fashion 39（1月19日、ゴーゴーズ）
- 美脚ヒップ×黒タイツ×女子校生 05（1月20日、タイフーン）
- ヴァージンレズ vol.16 彼女と彼女の初体験レズ（2月16日、U&K）
- TIGHTS MARMAID 直穿きタイツオナニー（2月28日、ゴリラプロジェクト）
- 私立IP女学院 2（3月1日、アイデアポケット）
- ダブル痴女に責められて!! 2 （4月19日、BRAVO）

#### 水澤りの 名義
2007年
- 生姦制服少女 「もういやです、許してください。」（12月1日、ワンズファクトリー）
- マンハッタンイズム 05（12月1日、プレステージ）
- 狂乱アクメ 執行番号19（12月19日、プレステージ）
- 働くオンナ5 AV面接にきた旅行代理店の女 某有名旅行代理店 入社3年目（12月19日、プレステージ）

2008年
- LOVE タイツ EX（1月18日、エッチアールシー）
- 素人JD（女子大生）ハメ撮り タッチゃん（2月8日、アップス）
- ふたなり美男子学生 禁断の兄弟愛（2月15日、イマージュ）
- 実録!中出しSEX エッチなお姉さんコレクション（3月10日、ビデオバンク）
- 禁じられた性 禁親相姦 義理の姪は上つきマ○○ はめやすい やりやすい/義父とも兄とも叔父ともする妹/母ちゃんと俺の屋根裏部屋（3月10日、FAプロ）
- おはズボッ! パンツひっぺがして即ズブーッ! こんなの初めて、もっと奥突いてー!!（3月11日、アテナ映像）
- 私は痴女 淫気応変 第51報告書 痴情現場生撮り報告（3月28日、クリスタル映像）
- 女教師の欲しがるトロトロ穴（3月29日（レンタル）／4月11日（セル）、LEO）
- 下着屋の綺麗なショップ店員が試着室に入った女性客にサイズを見るふりして胸を触りまくって徐々に慣らしてレズる!（4月17日、Hunter）
- 女子高生日記 春 （4月25日（レンタル）／5月9日（セル）、LEO）
- 「生理前のムラムラ女子校生は校内で手コキするってホント?」 VOL.1（5月8日、DANDY）
- 完全脳内麻薬 危ないエロダンスイメージ 3（5月24日、ラハイナ東海）
- グラビアタレント事務所結託 透け染パンツ食込みダンス 2（5月24日、ラハイナ東海）
- オフィスレディ WITH パンティーストッキング スペシャル 4（6月6日、エッチアールシー）
- 美女エステ中出し完全盗撮 5（6月7日、ラハイナ東海）
- ロリ校生陵辱オイルエステ盗撮 4（6月21日、ラハイナ東海）
- 人生はめくるめくエロドラマ 2 ムショからでてきた兄貴/ヘルパーの性的介護/女が金の為に抱かれる時/卑猥看護婦 真夜中の痴態（9月10日、FAプロ）
- 自宅の玄関先でスッポンポン Vol.2（9月18日、Hunter）オムニバス作品
- ボロアパートレズ 〜女まみれの四畳半〜（10月25日、ながえスタイル）
- Fetish Lesbian（10月28日、ドリームクリエイト）
- 三姉妹vs女剣士 くノ一凌辱秘奥義外伝（11月22日、笠倉出版社）※AVグランプリ2009 凌辱作品部門 エントリー作品

2009年
- 巫女コス（1月23日、BAZOOKA）
- GAL校生 #12（3月12日、ゼットン）
- 自画撮り淫乱オナニー狂（7月25日、アロマ企画）
- 肉欲女中毒（7月25日、ながえスタイル）
- DELI LES 04（11月25日、ビッグモーカル）

2010年
- 禁断の扉5（5月1日、アウダースジャパン）
- DOKIレズ 45（5月1日、アウダースジャパン）
- ごっくんギャル!精飲公衆便女になりたいの!（12月3日、映天 S.P.C）

2011年
- 残酷放尿地獄 〜モラルのかけらも無い黒GALの小便〜（1月5日、フリーダム）
- 黒ギャル!ヤりまくり温泉旅行 Vol.1（1月8日、虎堂）
- 満員バスで密着状態のうたた寝ギャルが肩にもたれ掛かってきたのでそっと彼女の手に勃起チ○ポを握らせてみた!!vol.02（1月8日、GARCON）
- GAL Junkie 27 水澤りの 関西弁大爆発黒ギャル逆レイプ（1月25日、ケラ工房）
- 黒ギャルJK 強制アナル調教（3月5日、フリーダム）
- 金蹴り暴行（10月25日、ラハイナ食堂）

2012年
- 尻FETISHISM（1月30日、実録出版）
- 催眠接客研修　コーヒーショップ店員編（4月24日、トラウマアート）

### オリジナルビデオ
2008年
- セレブ回春マッサージ 恥辱の淫乱VIPコース（5月25日、コンマビジョン）※「堤恵莉那」名義